# توصيل الأدوية إلى الدماغ
إن توصيل الدواء إلى الدماغ هو عملية تمرير جزيئات نشطة علاجيًا عبر الحاجز الدموي الدماغي إلى الدماغ. هذه عملية معقدة يجب أن تأخذ في الاعتبار التشريح المعقد للدماغ بالإضافة إلى القيود التي تفرضها الوصلات الخاصة للحاجز الدموي الدماغي، والذي يشكل عقبة كبيرة أمام توصيل الأدوية إلى الدماغ.

## تشريح
يتكون الحاجز الدموي الدماغي من خلال موصلات محكمة خاصة بين الخلايا البطانية التي تبطن الأوعية الدموية في الدماغ. تحتوي الأوعية الدموية في جميع الأنسجة على هذه الطبقة الأحادية من الخلايا البطانية، ولكن الخلايا البطانية الدماغية فقط هي التي لديها وصلات محكمة تمنع الانتشار السلبي لمعظم المواد في أنسجة المخ.

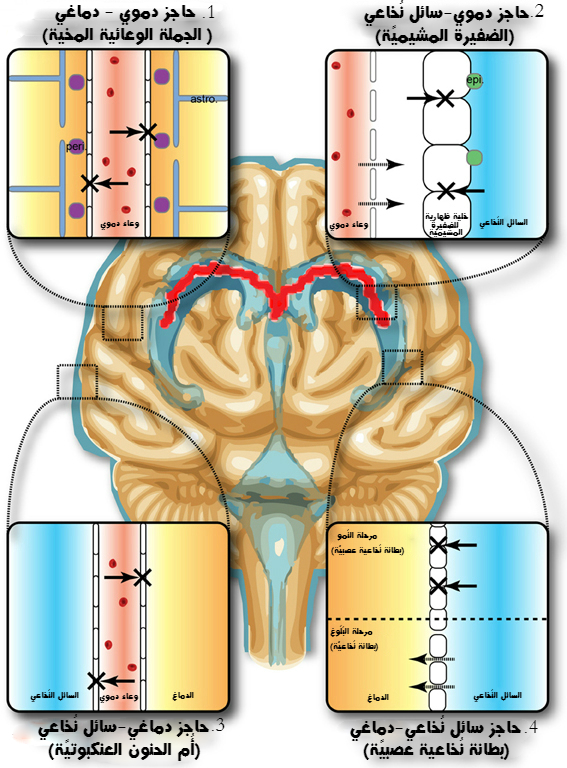
تصوير جميع الحواجز المختلفة في الدماغ. التركيز على (1)، حاجز الدم في الدماغ (BBB) هو غشاء انتقائي للغاية. فهو يسمح فقط بمرور جزيئات محددة بناءً على الخصائص الفيزيائية والكيميائية.

## الاستراتيجيات الحالية لتوصيل الأدوية إلى الدماغ[3][4]
النواقل الفيروسية
تتمتع النواقل الفيروسية بقدرة طبيعية على إصابة الخلايا بالأحماض النووية. تمت دراسة تطبيق النواقل الفيروسية لتوصيل الجينات للمرضى الذين يعانون من اضطرابات عصبية لأكثر من عقدين من الزمن. بشكل عام، كفاءة ترنسفكأيشن النواقل الفيروسية عالية (على سبيل المثال، 80٪). حققت ناقلات الفيروسة البطيئة وفيروس الهربس البسيط والفيروسات الغدانية والفيروسات المرتبطة بفيروسات الغدانية (AAV) نقل الجينات في الدماغ. تشمل القيود المفروضة على استخدام النواقل الفيروسية لتوصيل الأدوية صعوبات في التصنيع، وارتفاع تكلفة الإنتاج، والأهم من ذلك، سلامة النواقل الفيروسية بسبب وفاة المرضى في التجارب السريرية.
الجسيمات النانوية غير الفيروسية
مع ظهور تقنيات النانو، تم اقتراح الجسيمات النانوية كأداة مثيرة للاهتمام لتعزيز توصيل الأدوية عبر حاجز دموي دماغي (BBB).
الإكسوسومات
الإكسوسومات عبارة عن حويصلات صغيرة خارج الخلية تفرزها الخلايا. الميزة الرئيسية للإكسوسومات مقابل الجسيمات النانوية الاصطناعية الأخرى هي طبيعتها غير المناعية، مما يؤدي إلى دوران طويل ومستقر. تعمل مكونات الإكسوسومات المعزولة من الخلايا الجذعية الدماغية كمنظمين لتبادل الجزيئات عبر الحاجز الدموي الدماغي والحفاظ على التواصل بين الخلايا في الدماغ. وقد تم استخدام الإكسوسومات لتوصيل جزيئات صغيرة وبروتينات وأحماض نووية لعبور الحاجز الدماغي الدموي. يمكن الاطلاع على مراجعة مفصلة. من بين هذه الدراسات، من الجدير بالذكر توصيل الأحماض النووية الريبوزية المتداخلة الصغيرة siRNAs إلى الدماغ. على الرغم من أن الحمض النووي الريبوزي المتداخل الصغير يحمل وعدًا علاجيًا كبيرًا، إلا أن وصوله إلى الدماغ يظل عائقًا كبيرًا.
توصيل الأدوية من خلال ناقلات نشطة في حاجز الدم في الدماغ
تدخل الأحماض الأمينية الداخلية إلى الدماغ من خلال أنظمة النقل داخل الحاجز الدموي الدماغي. يستخدم أحد الأساليب الجذابة لتوصيل الأدوية إلى الدماغ هذه المعرفة لربط الأدوية بالأحماض الأمينية التي تعبر الحاجز الدموي الدماغي بشكل فعال.
معززات نفاذية الدماغ
لقد أثبتت العديد من الجزيئات قدرتها على فتح الحاجز الدموي الدماغي بشكل عابر والسماح بتركيزات عالية من العلاج الكيميائي المُدار بشكل جهازي بالوصول إلى الدماغ.

### تقنيات غير جراحية لتعزيز امتصاص العقاقير في الدماغ
أصبحت الموجات فوق الصوتية تقنية جذابة لتسهيل مرور الأدوية عبر الحاجز الدموي الدماغي في السنوات الأخيرة. ساعدت الموجات فوق الصوتية التشخيصية المعززة بالفقاعات الدقيقة (MEUS)، وهي تقنية غير جراحية، الأدوية بشكل فعال على عبور الحاجز الدموي الدماغي الورمي BBTB عن طريق زيادة نفاذية BBTB في الورم الدبقي.
يمكن أن يؤدي الجمع بين الموجات فوق الصوتية المركزة (FUS) والفقاعات الدقيقة إلى تعزيز نفاذية BBTB في أورام المخ وكذلك تعطيل BBB في الأنسجة المحيطة لتسهيل مرور المواد العلاجية.
بالإضافة إلى FUS، فإن التحفيز المغناطيسي عبر الجمجمة (TMS)، الذي يحفز نشاط الخلايا العصبية ويزيد من إطلاق الغلوتامات، يسهل توصيل الدواء عبر BBB. أظهرت دراسة سريرية تجريبية أن نفاذية BBB تم تعزيزها باستخدام TMS في 10 من 15 مريضًا يعانون من أورام المخ الخبيثة، مما يشير إلى الاستخدام المحتمل لـ TMS في الإعدادات السريرية لتحسين توصيل الدواء إلى الدماغ.

### تغيير طرق التوصيل
يعد الطريق داخل الأنف طريقًا فعالًا لتوصيل الأدوية إلى الدماغ. في هذا النهج، تتجاوز الأدوية الحاجز الدموي الدماغي وتدخل الدماغ مباشرة عبر الطريق الشمي.